# Centropyge tibicen
Poisson-ange trou de serrure
Espèce
Synonymes
- Holacanthus tibicen Cuvier, 1831

Statut de conservation UICN

 LC  : Préoccupation mineure
Centropyge tibicen, communément nommé Poisson-ange trou de serrure, est une espèce de poisson marin de la famille des Pomacanthidae.
Le Poisson-ange trou de serrure est présent dans les eaux tropicales de l'Indo-Pacifique.

## Description
Il possède une tâche blanche sur sa couleur noir, ses nageoires anales et pelviennes sont jaunes et sa taille maximale est de 19 cm.

## Comportement
En élevage le couple se forme très facilement même en espace réduit et il picore les pierres des aquariums. Cette espèce est omnivore.